# Privilège (livre)
Pour les articles homonymes, voir Privilège.
Dans l'Europe moderne, le privilège est une autorisation exclusive, accordé par une autorité, d'imprimer un ouvrage. S'agissant de la France, on parle surtout de privilège du Roi, l'autorité royale s'étant réservé l'attribution de ces décisions. Le système du privilège apparaît quelques décennies après l'invention de l'imprimerie et se retrouve dans plusieurs régimes politiques. Le privilège peut donc être accordé par un roi, un empereur, un comte, un évêque, une ville... Dans les premières années, la demande de privilège était une démarche volontaire et avait d'abord un rôle de régulation économique. Mais dès le milieu du XVIe siècle, dans le royaume de France, obtenir le privilège devient une obligation et se mue en instrument de censure. Ce système strict s'assouplit de nouveau au XVIIIe siècle, avec le développement des « permissions », simples puis tacites. Conçu d'abord pour protéger l'imprimeur contre les contrefaçons imprimées à l'intérieur du territoire, puis pour assurer un contrôle de l'écrit, le privilège n'atteindra jamais complètement aucun de ces objectifs face à l'existence d'impressions clandestines et de la contrebande. 

## Naissance du privilège
Le plus ancien privilège concédé est apparemment celui accordé en septembre 1479 par l'évêque de Wurtzbourg pour l'exclusivité dans l'impression du bréviaire du diocèse. Le duché de Milan, la république de Venise, le royaume de Sicile mettent en place cette pratique dans les années qui suivent. Les premiers privilèges accordés en France le sont en décembre 1498. Le privilège se pratique en Espagne en cette même année 1498, puis au Portugal et dans le Saint-Empire (1501), en Pologne (1505), en Écosse (1507), dans l'archidiocèse d'Uppsala (1510), dans le duché de Brabant (1512), dans les États pontificaux (1515), en Angleterre (1518), dans la principauté épiscopale de Bâle (vers 1520)...

## Le privilège en France

### Évolutions
En France, la pratique se met en place de manière pragmatique, les règles se précisant au fur et à mesure. Deux types de privilèges se distinguent : 
- le privilège de Grand Sceau, délivré par la Grande chancellerie de France ;
- les privilèges de petit sceau, conférés par telle ou telle cour souveraine, mais aussi par des bailliages et sénéchaussées, le prévôt de Paris...

À partir de 1521, le roi François Ier impose une vérification par le collège de Sorbonne avant d'accorder un privilège à tout ouvrage religieux : c'est à cette date que le privilège et la censure se rejoignent. Après l'affaire des Placards, des textes de 1538, 1547 et 1551 viennent renforcer le contrôle sur les livres. Les lettres patentes du 24 janvier 1562 décident finalement qu'aucun ouvrage, quel qu'en soit le thème, ne pourra être publié sans obtenir une permission. L'article 78 de l'ordonnance de Moulins de 1566 réaffirme les mêmes règles et supprime officiellement les privilèges de petit sceau. 
Les lettres patentes de 1562 et l'ordonnance de 1566 ne sont pas totalement appliquées sur le terrain, et il existe de fait trois types de privilèges jusqu'en 1670 : 
- Le privilège royal de Grand Sceau délivré par la grande chancellerie et valable pour tout le royaume et pour une durée souvent longue (6 à 10 ans, parfois plus), accordé à un imprimeur-libraire ou à un auteur ;
- Le privilège de petit sceau que continuent d’accorder des cours souveraines, aux imprimeurs-libraires et rarement aux auteurs, pour des durées de trois à six ans ;
- Les privilèges ou « permissions de juge », accordés par des lieutenants généraux (de bailliage, sénéchaussée, présidial) ou lieutenants civils pour une période de trois ans.

Le XVIIe siècle voit se développer la pratique des « continuations de privilège », qui consiste à accorder au titulaire un nouveau privilège pour maintenir, moyennant paiement, l'exclusivité pour une durée plus longue, allant jusqu'à 50 ans dans les années 1680. 
L'arrêt du Conseil du 7 décembre 1701 instaure un nouveau système à trois niveaux : 
- Le privilège général, plus coûteux, valable dans tout le royaume pour une durée longue
- Le privilège local, avec l’exclusivité pour un seul lieu et moins longtemps, mais coûtant moins cher ;
- La « permission simple », pour cinq livres, qui donne l’autorisation d’imprimer, mais sans exclusivité[5].

Cependant lorsque l'ouvrage n'obtient pas de « privilège », il peut être toléré. C'est ce qu'on appelle la « permission tacite ». Elle apparaît à l'initiative de l'abbé Bignon, à partir de 1709 ou de 1718 selon les sources.
La dernière réforme intervient avec six arrêts du Conseil du 30 août 1777. Cette série de textes met fin aux continuations de privilèges, mais facilite la possibilité pour les auteurs d'obtenir un privilège pour toute la vie, voire d'en faire profiter leurs héritiers pendant cinq ans. 

### Régime du privilège
Le privilège était délivré après lecture du manuscrit par les censeurs royaux. Au XVIIIe siècle, Crébillon père et fils furent parmi les censeurs royaux les plus connus. Le premier exerça de 1735 à 1759, le second de 1759 à 1775. Obtenu à titre onéreux, le privilège est accordé directement à l'auteur ou, le plus souvent, à un imprimeur-libraire. Le privilège est négociable à la manière d'un effet de commerce, et quand il est accordé à un auteur, il est généralement cédé, parfois le jour-même, à un imprimeur-libraire. Les privilèges peuvent aussi être cédés d'un imprimeur-libraire à un autre, voire partagés entre plusieurs imprimeurs pour qu'ils impriment chacun des exemplaires d'une publication à fort tirage.

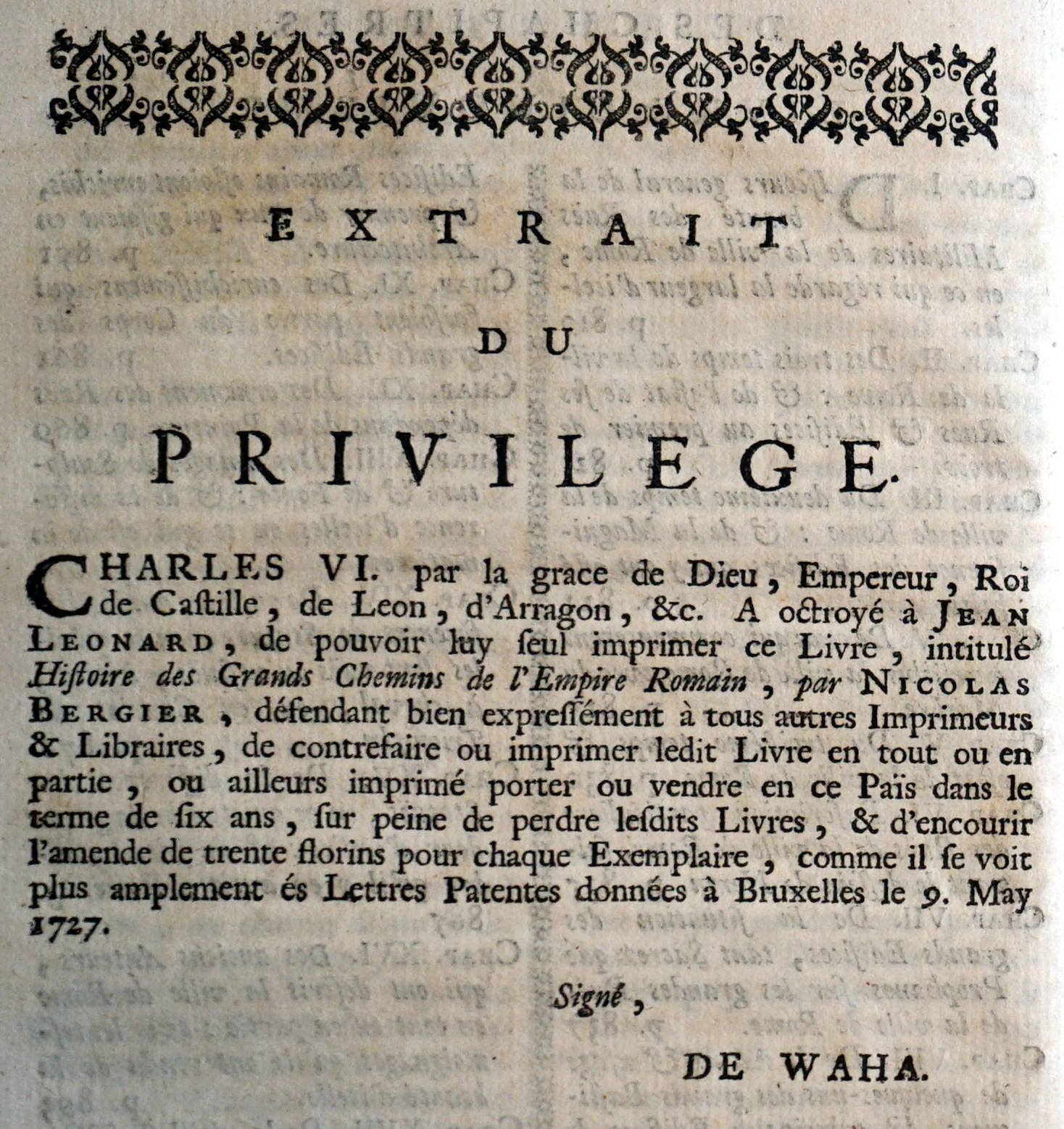
Donné par Charles VI des Pays-Bas ;
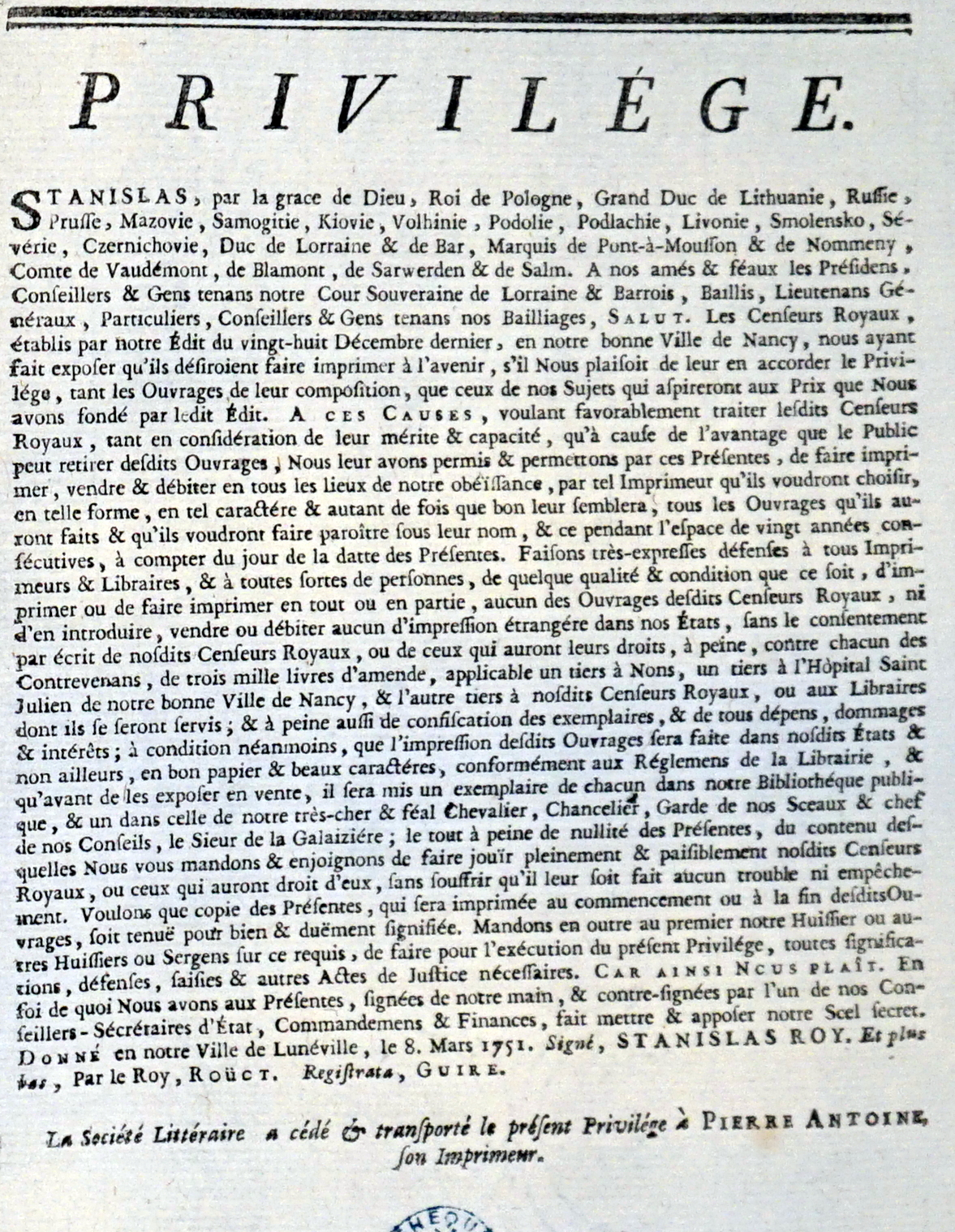
par Stanislas Leszczynski ;
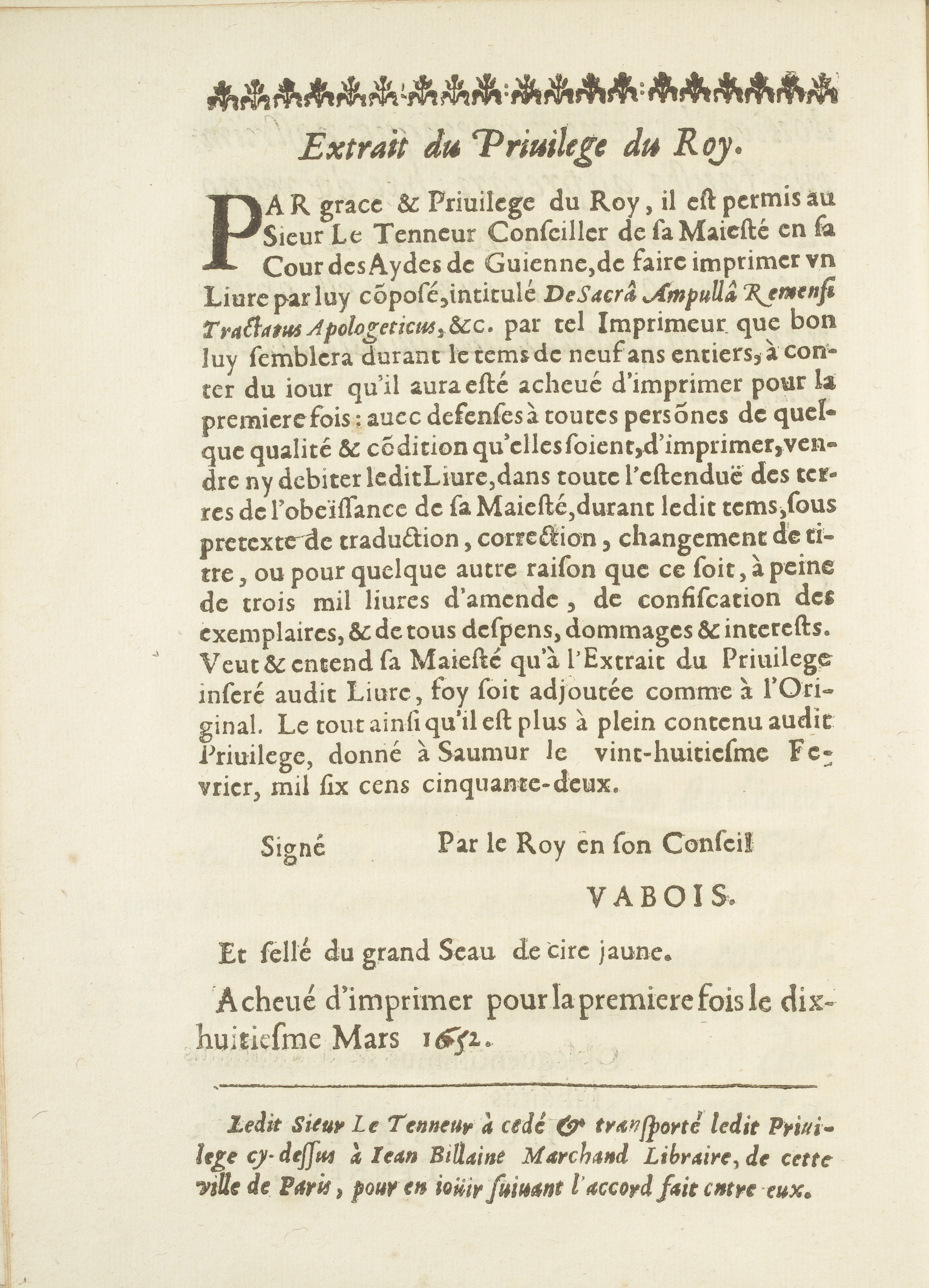
du roi de France en 1652 et 1580
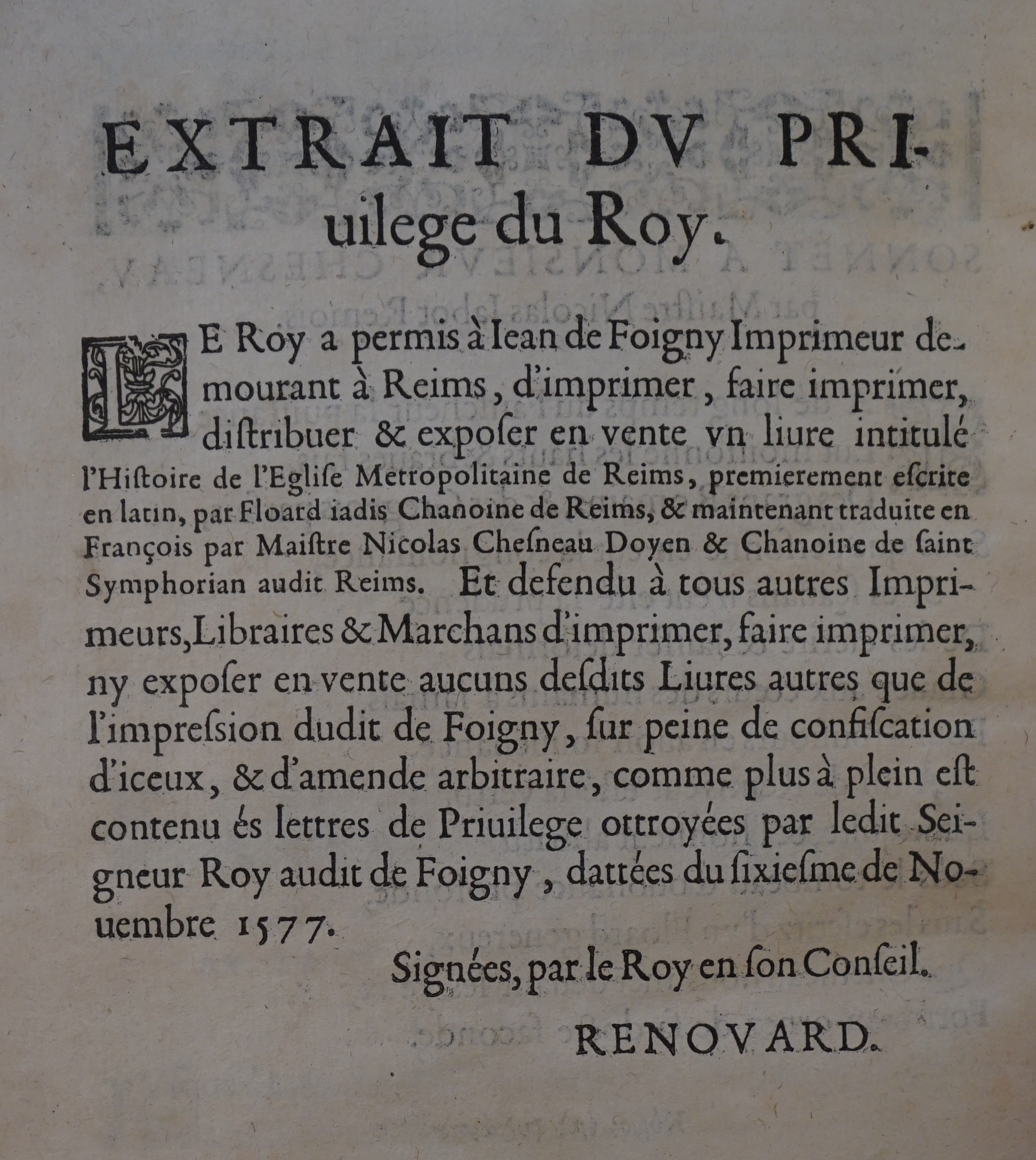
provenant de la bibliothèque Carnegie (Reims).